# Texas (film, 1969)
Pour les articles homonymes, voir Texas (homonymie).
Pour plus de détails, voir Fiche technique et Distribution.
Texas (titre original : Il prezzo del potere) est un western spaghetti italien réalisé par Tonino Valerii, sorti en 1969.
Le film est largement inspiré de l'assassinat du président John Fitzgerald Kennedy, abattu le 22 novembre 1963 à Dallas au Texas.

## Synopsis
À la fin de la Guerre de Sécession, le gouverneur des États-Unis, James A. Garfield, échappe à un attentat fomenté par des sudiste à Dallas grâce à un soldat déserteur, Bill Winters. Peu de temps après, une nouvelle tentative de meurtre réussit et Garfield est assassiné. En recherchent les meurtriers, Winters révèle un complot impliquant un puissant banquier, Pinkerton, et le shérif Jackson, tous les deux corrompus, qui ont organisé son assassinat pour le remplacer par un vice-président se trouvant sous leur contrôle. Auparavant, leur plan a été découvert par le père de Winters, aussitôt tué. Mais tous les soupçons se portent sur son ami noir, Jack Donovan, accusé d'avoir abattu le gouverneur et rapidement incarcéré. Patriote et assoiffé de vengeance, Winters va tout faire pour l'innocenter, démêler le complot mais aussi se venger du meurtre de son père. Mais Bill est soupçonné à son tour d'avoir participé au complot visant l'homme politique...

## Fiche technique
- Titre original : Il prezzo del potere
- Titre français : Texas
- Réalisation : Tonino Valerii
- Scénario : Massimo Patrizi
- Montage : Franco Fraticelli
- Musique : Luis Enríquez Bacalov
- Photographie : Stelvio Massi
- Production : Bianco Manini
- Sociétés de production : Patry Film et Films Montana
- Société de distribution : Consorzio Italiano Distributori et Indipendenti Film
- Pays d'origine :  Italie
- Langue originale : italien
- Format : couleur
- Genre : western spaghetti
- Durée : 111 minutes
- Date de sortie :
  -  Italie : 18 décembre 1969

## Distribution
- Giuliano Gemma : Bill Willer
- Warren Vanders : Arthur MacDonald
- Van Johnson : James A. Garfield
- Maria Cuadra : Lucretia Garfield
- Ray Saunders : Jack Donovan
- Benito Stefanelli : shérif Jefferson
- Fernando Rey : Pinkerton
- José Suárez : Chester A. Arthur
- Manuel Zarzo : Nick
- Michael Harvey : Wallace
- Julio Peña : le gouverneur du Texas
- José Calvo : Dr. Strips
- Antonio Casas : Mr. Willer